# Sant'Oreste (Italia)
Sant'Oreste è un comune italiano di 3 422 abitanti della città metropolitana di Roma Capitale nel Lazio.

## Geografia fisica

### Territorio
Il centro storico sorge su di un basso crinale del Monte Soratte, dorsale mesocenozoica della Valle del Tevere.

### Clima
- Classificazione climatica: zona E, 2209 GR/G

## Storia

### Età antica
Nel territorio comunale sono stati rinvenuti resti preistorici, tra cui un piccolo vaso con quattro anse dell'epoca neolitica, che era stato collocato, probabilmente a fini cultuali, a raccogliere l'acqua che gocciava da una stalattite all'interno dei "meri" del Monte Soratte
Prima della conquista romana, Sant'Oreste faceva parte del territorio dei Capenati (ager Capenas) fiorente popolazione italica che prosperava nel Lazio (Latium) prima dell'avvento di Roma; I Capenati avevano una propria lingua, simile al latino, affine all'etrusco e con influenze sabine, il territorio dei Capenati comprendeva gli attuali comuni di: Capena, Sant'Oreste, Civitella San Paolo, Morlupo, Fiano Romano, Nazzano, Ponzano Romano, Filacciano, Torrita Tiberina, Rignano Flaminio, Castelnuovo di Porto e Riano.
Sul Monte Soratte doveva essere adorato, da parte di queste popolazioni, il dio Soranus, in seguito identificato con Apollo o con Dis Pater.
Plinio riferisce che il culto del Dio del Monte Soratte era celebrato dalle famiglie degli Hirpi Sorani (o "lupi di Soranus")che, in onore del Dio, camminavano sui carboni ardenti; per questo motivo, queste genti erano state esentate, per mezzo di un decreto del Senato, dal servizio militare e da altri obblighi. Virgilio nell'Eneide riferisce un'invocazione di Arunte al Dio Apollo "custode del Santo Soratte" e parla nuovamente della pratica cultuale del camminare sui carboni ardenti.
Le campagne militari del tribuno consolare Marco Furio Camillo, contro i Falisci e i Capenati  si conclusero con la resa di Falerii e Capena  a Roma e probabilmente Poggio Sommavilla, tutte città situate nella Valle del Tevere con stretti rapporti culturali. Falisci e Capenati, alleati di Veio, vennero sconfitti dai Romani con la caduta della città etrusca di Veio nel 396 a.C. Il territorio Capenate fu assegnato nel 387 a.C. alla tribù Stellatina e la sua capitale Capena non venne distrutta ma fece parte di un municipio federato Romano, probabilmente insieme a Civitas Sepernatis, in epoca romana Municipium Sepernatium nell'attuale comune di Nazzano.  Nel 241 a.C. la capitale falisca Falerii Veteres venne anch'essa distrutta, a seguito della rivolta dei Falisci durante la prima guerra punica. Nel territorio s'insediarono in seguito numerose ville: i resti di una di queste, con impianto termale, affreschi e pavimenti mosaico, furono rinvenuti nella località "Giardino" a Sant'Oreste.
Il Monte Soratte è presente anche nell'opera più importante del sommo poeta Dante Alighieri, la Divina Commedia : Inferno, canto ventisettesimo:
Ma come Costantin chiese Silvestro

d'entro Siratti a guerir de la lebbre;

così mi chiese questi per maestro

### Età medioevale
Secondo una leggenda riportata nel V secolo negli Actus Silvestri, sul monte Soratte si sarebbe rifugiato papa Silvestro I per sfuggire alle persecuzioni di Costantino I. In ricordo di tale evento leggendario sulla cima del monte venne fondato, probabilmente nel VI secolo, il monastero dedicato al santo papa. Nella prima metà del VI secolo vi sarebbe stato monaco San Nonnoso di cui vengono narrati tre miracoli da san Gregorio Magno (715-731). Sul monte dovevano essere presenti anche altri romitori e cenobi.
Il monastero, caduto forse in abbandono, venne ripristinato e arricchito nel 746 da Carlomanno, il quale vi si sarebbe ritirato dopo la sua abdicazione dalla carica di "maestro di palazzo" a favore del fratello Pipino il Breve, ottenendolo in dono da papa Zaccaria. Essendosi poi trasferito l'anno seguente all'abbazia di Montecassino, il monastero venne restituito al papa. Carlomanno avrebbe inoltre fondato il monastero di Santo Stefano "a Mariano", per indicare la località "Mariano" che si trova ai piedi del monte Soratte, e il monastero di Sant'Andrea in flumine presso Ponzano.
Tra i possessi donati al monastero di San Silvestro da Carlomanno, il Chronicon del monaco Benedetto menziona una Curtem Sancti Heristi, che prende il nome da sant'Edisto, o Aristo, santo martirizzato sotto Nerone sulla via Laurentina. Il nome del santo si è poi progressivamente mutato in Sant'Oreste, attuale nome del paese.
747: Nascita del Castrum Sancti Heristi, il primo nome di Sant'Oreste.
Il centro abitato dovette essere fortificato tra il X e l'XI secolo e il monte Soratte cum oppidis suis, con i suoi centri fortificati, viene citato nella concessione del 964 all'imperatore Ottone I da parte di papa Leone VIII.
Nel 1074, sotto papa Gregorio VII, i centri fortificati di Sant'Edistio, di San Silvestro e di Sant'Andrea in flumine passarono alle dipendenze dell'abbazia di San Paolo fuori le mura. Nel 1286 papa Onorio IV ne fece una commenda e li affidò in possesso al vescovo di Ancona, Pietro Capocci. Nel 1290 Sant'Edistio è nominato come castrum, ovvero castello con mura, e doveva far parte di un complesso di fortificazioni che comprendeva i castelli di Versano e di Ramiano. Alla metà del XIV secolo era in possesso dei Savelli. Nel 1443 i castelli di Sant'Oreste e Ponzano con i monasteri di San Silvestro e di Sant'Andrea in flumine vennero attribuiti in feudo all'abate di San Paolo fuori le mura da papa Eugenio IV.

### Età moderna
Nel 1523 la tradizione locale riferisce di un contrasto per questioni di confine tra Sant'Oreste e Civita Castellana: i castellanesi avrebbero posto sotto assedio il borgo fortificato, senza tuttavia riuscire a prevalere. Nel 1528 morì nel monastero di San Silvestro il beato Paolo Giustiniani, camaldolese e fondatore della congregazione degli Eremiti Camaldolesi di Monte Corona.
Nel 1546 papa Paolo III riunì i feudi di Sant'Oreste e di Ponzano, con i monasteri di San Silvestro e di Sant'Andrea in flumine, all'abbazia delle Tre Fontane, costituendo un'unica commenda, concessa al proprio omonimo nipote, il cardinale Alessandro Farnese, come abate delle Tre Fontane.
In seguito a questa riorganizzazione del territorio l'abitato ebbe un notevole sviluppo urbanistico: nel centro storico vennero edificati o restaurati chiese e palazzi, tra cui il Palazzo abbaziale, centro amministrativo e di rappresentanza, e furono ristrutturate le mura (1554).
Nel 1576 Alessandro Farnese fece redigere uno Statuto della comunità, probabile revisione e aggiornamento di una trascrizione quattrocentesca degli usi antichi.
Il cardinale commendatario, abate delle Tre Fontane, esercitava i diritti feudali e nominava un podestà per l'amministrazione della giustizia, un "vicecomite", tre "priori", un "camerlengo" e un "cancelliere"; il "consiglio generale" e un "consiglio ordinario" di 40 membri rappresentavano la comunità.
Nel 1661 alcune reliquie di san Nonnoso furono donate dal vescovo di Frisinga (Freising, in Baviera), dove il suo corpo era stato traslato nell'XI secolo. Il santo fu dichiarato nel 1676 patrono del paese.
Nel 1798 i cittadini di Sant'Oreste aderirono alla Repubblica romana. L'abolizione dei diritti feudali decretato con l'occupazione napoleonica del 1809-1814 fu confermata dal ripristinato governo pontificio e dal 1817 il comune di Sant'Oreste fu soggetto amministrativamente al "governo" di Nazzano (sostituito nel 1828 come capoluogo di "governo" da Castelnuovo di Porto), che apparteneva al distretto di Roma, a sua volta appartenente alla comarca di Roma. Nel 1827 divenne sede di podesteria.
Dopo l'annessione dello Stato pontificio al Regno d'Italia nel 1870, il comune di Sant'Oreste risultò avere 1 747 abitanti nel censimento del 1871. Furono condotti importanti lavori pubblici, tra cui la costruzione di un nuovo cimitero presso l'antica chiesa di Sant'Edisto (1874) e di una cisterna per l'acqua ("Cisternone", 1880), e venne istituito l'asilo comunale (1891).
Nel 1913 alla morte dell'ultimo abate, l'antica commenda feudale venne avocata dal papa, che nominò un amministratore apostolico e nel 1927, alla morte di questi definitivamente abolita.
Nel 1927 il comune di Sant'Oreste entrò a far parte della neoistituita provincia di Viterbo, ma nel 1941 passò a quella di Roma.
Nel periodo tra il 1937 ed il 1943 il versante Sud del Soratte venne interessato da pesanti lavori di escavazione per realizzare dei ricoveri antiaerei un sito riservato ai vertici del governo italiano in caso di attacco sulla capitale: il bunker del monte Soratte.
Durante la seconda guerra mondiale il dedalo di gallerie che si estendeva per oltre quattro chilometri e mezzo e raggiungeva la profondità di quasi 300 metri sotto la roccia, venne utilizzata nel 1943-1944 come quartier generale delle forze di occupazione tedesche della Wehrmacht e come residenza del capo di stato maggiore, il Generale Feldmaresciallo Albert Kesselring che ivi installò l'Oberbefehlshaber Südwest.
Pesantemente bombardato il 12 maggio del 1944, il bunker garantì la continuità operativa del Comando tedesco della Wehrmacht almeno fino al 4 giugno 1944, quando venne minato ed incendiato dagli stessi tedeschi in fuga.
Tra il 1952 ed il 1962 le gallerie del Soratte furono utilizzate come polveriera per l'Esercito Italiano.
Durante il periodo della Guerra Fredda la parte più profonda delle gallerie fu trasformata in un bunker antiatomico utile ad accogliere i vertici del Governo Italiano, la Presidenza del consiglio dei Ministri ed il Presidente della Repubblica in caso di attacco termonucleare su Roma.
Tale struttura, venne collaudata a livello strutturale e fu sede di importanti esercitazioni in ambito NATO, ma non fu mai operativa.
Tra il 1993 ed il 2003 fu oggetto di ulteriori progetti da parte della Presidenza del Consiglio dei Ministri che però non vennero mai portati a termine.
Il complesso della ex-zona militare si estende per 44 ettari sul versante Sud del monte Soratte ed oggi è diventato un museo diffuso a carattere storico-culturale aperto al pubblico e denominato "Percorso della memoria".
I bunker ipogei del Soratte sono inseriti in questo progetto di valorizzazione generale dell'area e sono oggetto di una notevole missione di valorizzazione ad opera di una associazione di volontari che ne garantisce la visitabilità su prenotazione.
Istituita con L.R. 6 ottobre 1997, n. 29 (B.U.R. 10 novembre 1997, n. 31 S.O. n. 2), la Riserva del Monte Soratte è un singolare polmone verde tra la via Flaminia e il fiume Tevere, poche decine di chilometri a nord di Roma. Comprende l'isolato rilievo del Monte Soratte, modesto ma svettante massiccio calcareo che spicca nel dolce paesaggio della valle del Tevere. Con 691m di altezza, dalla cui sommità però lo sguardo abbraccia un panorama vastissimo.
Con la Legge Regionale del 22 ottobre 2018, n.7 (pubblicata sul Bollettino Ufficiale della Regione Lazio del 23 ottobre 2018, n.86) viene affidata alla direzione della Riserva naturale di Nazzano, Tevere-Farfa anche la gestione del Parco Naturale del Monte Soratte.

## Monumenti e luoghi d'interesse

### Architetture religiose

La facciata della Chiesa collegiata di San Lorenzo martire

Chiesa collegiata di San Lorenzo martire
La chiesa parrocchiale del paese venne costruita a partire dal 1568 su disegno originario del Vignola, per volere del cardinale Alessandro Farnese, in sostituzione di una più piccola chiesa romanica del XII-XIII secolo, della quale si conserva il campanile, con bifore in travertino. Nel 1745 è stata ingrandita eliminando l'abside cinquecentesca.
La facciata si presenta articolata in due ordini per mezzo di paraste con capitelli dorici e con trabeazione del primo ordine che sostiene un timpano centrale sopra il portale; nella parte superiore sono presenti raccordi con volute laterali.
L'interno è ad unica navata, coperta con volta a botte lunettata, con cappelle coperte da volta a bottelungo i lati. La chiesa ospita la pala settecentesca dell'altare maggiore con il Martirio di San Lorenzo, opera del pittore Ceccherini una tela con la Madonna del Rosario, realizzata in occasione della battaglia di Lepanto, un pulpito cinquecentesco in legno dorato e un organo del 1638 sulla controfacciata, eseguito dagli organari della famiglia Bonifazi.
Altre chiese ed eremi
- Chiesa di San Biagio, nel centro storico
- Chiesa di San Nicola, nel centro storico
- Chiesa di Santa Croce, nel centro storico
- Oratorio della Madonnella, nel centro storico
- Chiesa di Sant'Edisto, fuori del centro storico, nei pressi del cimitero
- Chiesa di Santa Maria Hospitalis, fuori dal centro storico
- Chiesa di San Giuseppe, fuori dal centro storico
- Chiesa della Madonna delle Grazie, sul Soratte
- Chiesa di San Silvestro, sul Soratte
- Eremo di Sant'Antonio, sul Soratte
- Eremo di San Sebastiano, sul Soratte
- Eremo di Santa Lucia, sul Soratte
- Eremo di Santa Romana, sul Soratte
- Chiesa di Santo Stefano (diruta), sul Soratte

### Architetture civili e militari

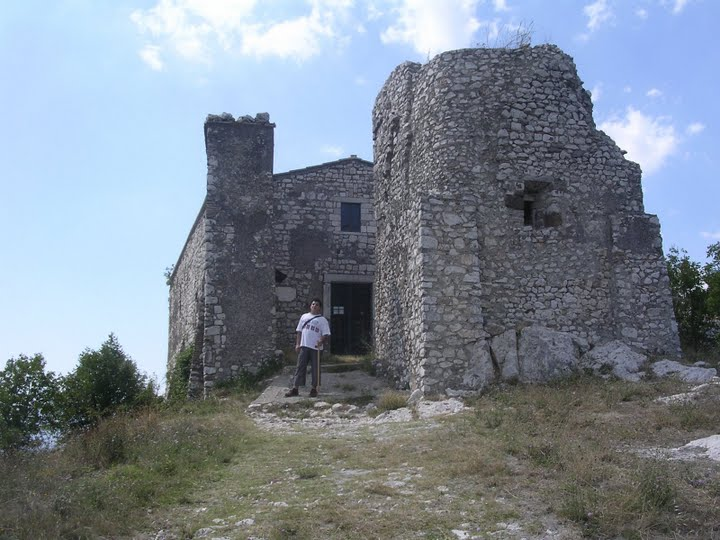
Abbazia di San Silvestro

- Palazzo Caccia-Canali (ex palazzo abbaziale)

- Ex-monastero di Santa Croce (oggi sede del Comune)
- Palazzo Rosati
- Porta Valle o porta San Silvestro
- Porta Costa o porta Santa Maria
- Porta là Dentro o porta Sant'Edisto
- Teatro Comunale di Piazza Cavalieri Caccia
- Caserma dei Carabinieri Forestali (ex-Caserma Comando)
- Casa delle Arti e dei Mestieri (ex-caserma Ufficio Regio Esercito)
- Casa delle Scienze (ex-caserma diruta)
- Casa del Paesaggio (ex-Caserma Comando Supremo, in corso di ristrutturazione)
- Bunker del monte Soratte

### Piazze storiche
- Piazza Principe di Piemonte
- Piazza Orazio Moroni
- Piazza Vittorio Emanuele (platea Communis)
- Piazza Carlo Alberto ("piazza delle Capre", "piazza dello Steccato")
- Piazza Cavalieri Caccia

## Ambiente e Territorio

### Aree naturali
- Riserva naturale del Monte Soratte, importante attrazione turistiche, anche grazie alle numerose formazioni carsiche disposte lungo le pendici del monte Soratte e in altre zone dell'areale del Comune.

### Enogastronomia
Il comune di Sant'Oreste è zona di produzione della denominazione di origine protetta DOP Soratte Olio extravergine di oliva Soratte

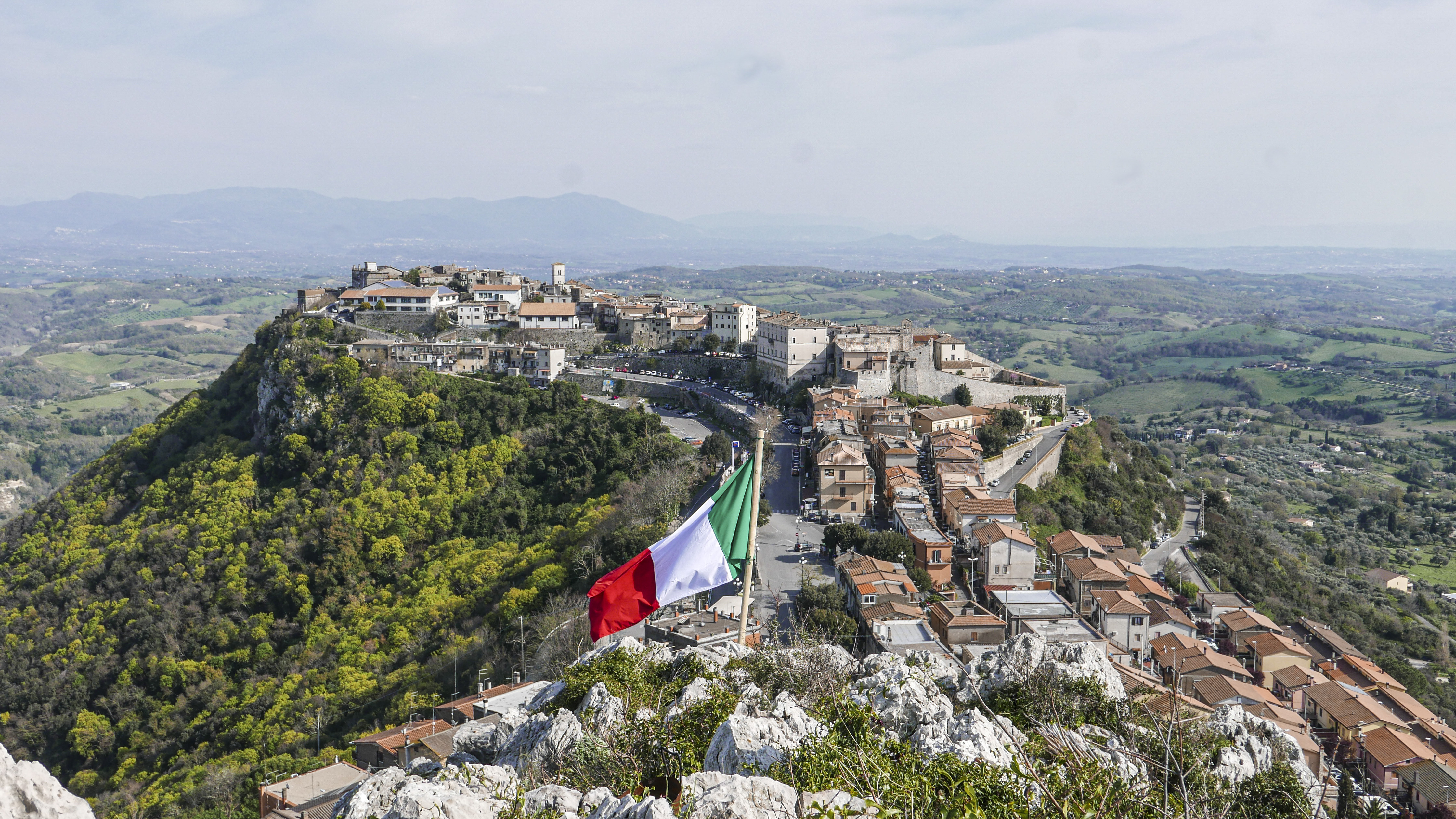
Foto di Sant'Oreste dal Soratte

## Società

### Evoluzione demografica

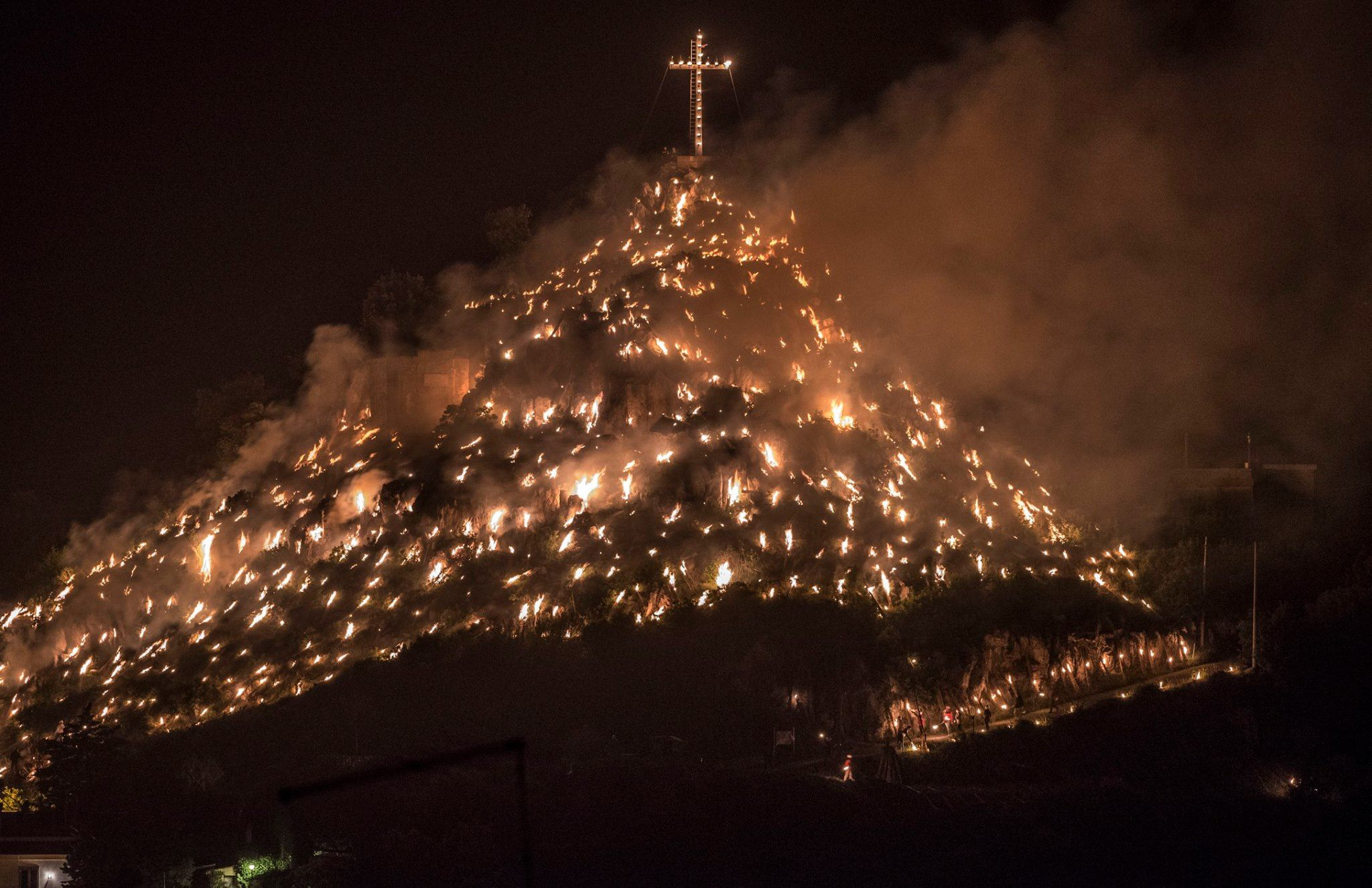
Foto della fiaccolata in onore della Madonna di maggio

Abitanti censiti

### Religione
Si crede che Sant'Oreste sia un paese di molti santi e miracoli accaduti.
Il primo miracolo è quello del Santo eremita Nonnoso, monaco benedettino che si trasferì a meditare e a pregare sul Monte Soratte con altri eremiti.
Il santo trovatosi sul monte doveva fare l'orto, ma a causa di un grande sasso che ingombrava la terra il santo lo spostò con tre dita depositandolo in pendenza su due piccoli sassi; il sasso a distanza di millenni non si è ancora spostato.
Altro santo del Paese è il patrono Sant'Edisto che per proteggere Sant'Oreste dagli attacchi romani fece calare la nebbia e fece ritirare le truppe, poi venne martirizzato sulla Via Laurentina.
L'ultima santa è Santa Romana che nei tempi di Papa Silvestro I risiedeva qui a Sant'Oreste, la santa religiosissima andava a trovare il papa sul Monte Soratte e le dicerie popolari erano malefatte, quindi un giorno San Silvestro le disse: "Romana tu ritornerai quando le rose fioriranno" dato che si trovavano nel periodo invernale di dicembre passavano alcuni mesi così si fermavano le dicerie. Al mattino seguente la santa uscì nel suo giardino innevato dove trovò delle rose e andò dal papa che le disse: "Romana cosa ci fai qui ti avevo detto di venire quando le rose fioriranno". Romana lasciò cadere a terra le rose e lui le disse:" Romana tu sei più Santa di me".
Dal 1814, grazie a don Giuseppe Peligni, ogni anno nell’ultima domenica di Maggio si ripete la più che centenaria festa della Madonna di Maggio, che culmina con il tradizionale appuntamento della Fiaccolata del Monte Soratte; nei giorni precedenti vengono disposte centinaia di fasci di canne lungo una zona del monte ed alla sera, quando la processione raggiunge Piazza Mola a Vento tutte le canne vengono accese contemporaneamente offrendo uno spettacolo unico ed esaltante; fuochi fumo e fuochi artificiali si accalcano nel cielo del Soratte concludendo una giornata di grande festa.

### Agricoltura
Sant'Oreste è anche un centro agricolo con produzione di olive (in particolare la varietà autoctona Sirole), nocciole, zafferano, melograni, lavanda, allevamento di bovini, suini e ovini, e di prodotti come miele e formaggio.
Tra le attività economiche più tradizionali vi sono quelle artigianali, come la lavorazione del corno.

### Dialetto
Il dialetto parlato a Sant'Oreste, conservatosi meglio che nei paesi limitrofi grazie alla sua posizione geografica, appartiene, secondo l'Enciclopedia Treccani, al gruppo linguistico mediano dell'Italia centrale venuto a contatto con il dialetto della Tuscia viterbese. Le particolarità del dialetto parlato a Sant'Oreste mostrano straordinarie analogie con la pronuncia còrsa cismontana e con la lingua còrsa stessa, come dichiarato da alcuni còrsi nel sito còrso intitolato "u parlatu di Sant'Oreste".

## Infrastrutture e trasporti
Il comune è servito dalla stazione di Sant'Oreste, sulla ferrovia Roma-Civita Castellana-Viterbo.
Fra il 1906 e il 1932 la località era servita da una fermata della tranvia Roma-Civita Castellana, gestita dalla Società Romana per le Ferrovie del Nord (SRFN), antesignana dell'attuale ferrovia.
A poco più di 10 chilometri di distanza dal centro del paese è presente anche la stazione di Stimigliano, che presta servizio sulla linea FL1 ed effettua collegamenti multipli giornalieri con varie stazioni della città di Roma, in direzione Aeroporto di Roma-Fiumicino, e in direzione opposta verso Orte.
Sant'Oreste è anche servita dall'autostrada A1 tramite il casello Ponzano Romano - Soratte, situato nel territorio di competenza di Ponzano Romano e distante circa 8 chilometri dal paese.

## Amministrazione
Nel 1927, a seguito del riordino delle circoscrizioni provinciali stabilito dal regio decreto n. 1 del 2 gennaio 1927, per volontà del governo fascista, quando venne istituita la provincia di Viterbo, Sant'Oreste passò dalla provincia di Roma a quella di Viterbo.
Nel 1941 cambiò nuovamente provincia, tornando a quella di Roma.
Dal 4 Ottobre 2021 è Sindaco di Sant'Oreste l'Architetto Gregory Paolucci.

### Gemellaggi
- Iași, dal 1999[43]
- Vignola
- Folgaria, dal 2016
- Rieti, dal 2019

### Altre informazioni amministrative
- Dal 2013 ha aderito alla Conferenza dei sindaci dell'area Tiberina/Flaminia/Cassia.
- Dal 2015 fa parte del Consorzio intercomunale dei servizi e interventi sociali Valle del Tevere[44] insieme ad altri 16 comuni ricandenti nel distretto socio-sanitario 4 della ASL Roma 4.